# Hyllisia multilineata
Hyllisia multilineata là một loài bọ cánh cứng trong họ Cerambycidae.